# Urostola fulva
Urostola fulva là một loài bướm đêm trong họ Geometridae.